# 矢剣町
矢剣町（やつるぎちょう）は、福島県福島市の町名。丁番を持たない単独町名である。郵便番号は960-8066。

## 地理
市の本庁所管にあたる中央西地域に属し、JR福島駅西口市街地の南部に位置する。東西はJR東北本線から福島市立岳陽中学校東側境界にかけての約500m、南北は荒川から福島市道太田町矢剣町4号線・矢剣町4号線にかけての約500mの範囲を町域とする。北で太田町、北東で五月町、東で清明町、南東で荒川を挟み南町の北西端と、南で荒川を挟み方木田、西で須川町と隣接する。上町に所在する福島警察署及び天神町に所在する福島消防署のそれぞれ管轄にあたる。

## 歴史
旧来の信夫郡福島町の字矢劒、清水、一本杉、戸ノ内、中屋敷、江沼、上新田、中新田、下新田の一部、道満塚の一部と、方木田村字北川原の一部に当たる区域である。1937年7月に三河北町、三河南町、太田町と共に設置され、1964年に住居表示が実施され現在に至る。1902年に当時の福島町長の判断により、繁華街の北裡通りにあった遊郭の移転が行われ、一本杉遊郭として当地に設置された。現在でも周囲と比べ著しく太い道幅に面影が残る。

## 世帯数と人口
2021年（令和3年）10月31日現在の世帯数と人口は以下の通りである。
| 町丁   | 世帯数  | 人口  |
| ------ | ------- | ----- |
| 矢剣町 | 394世帯 | 712人 |

## 小・中学校の学区
市立小・中学校に通う場合、学区は以下の通りとなる。
| 番地 | 小学校             | 中学校             |
| ---- | ------------------ | ------------------ |
| 全域 | 福島市立清明小学校 | 福島市立岳陽中学校 |

## 交通

### 鉄道
- JR東北本線、東北新幹線が町域を通り、栄町に所在する福島駅が最寄りの鉄道駅である。

### 道路
- 福島市道28号太平寺山口線（計画線）
- 福島市道33号矢剣町鳥谷下町線
- 福島市道53号方木田太田町線
  - あづま橋

### バス
町内にバス路線は無い。

## 施設
- 福島ガス
- 荒川運動公園
- 須川児童遊園